# Cerapachys nayana
Cerapachys nayana  (лат.) — вид муравьёв рода Cerapachys (Formicidae) из подсемейства Myrmicinae (Cerapachyinae). Эндемик Индии.

## Распространение
Встречаются в Южной Азии: юго-запад Индии, штат Керала (Silent valley national park; Periyar tiger reserve), штат Карнатака (Gundlupet).

## Описание
Мелкие муравьи буровато-чёрного цвета (ноги и усики рыжеватые; длина около 5 мм). Усики 12-члениковые с булавой, скапус короткий. Тело блестящее, с мелкоячеистой скульптурой. Петиоль спереди с резкими дорзолатеральными углами. Головной индекс рабочих (CI, соотношение ширины головы к длине × 100): 77—87. Длина головы рабочих 0,55—0,66 мм, длина скапуса 0,21—0,27 мм, ширина головы 0,48—0,51 мм. Индекс скапуса рабочих (SI, соотношение длины скапуса к длине головы × 100): 44—53. Форма головы субпрямоугольная. Глаза расположены в переднебоковой части головы. Предположительно, как и другие виды рода, мирмекофаги. Обнаружены в открытых и лесных участках, фуражирующими на влажной почвенной поверхности.
Обладает сходством с видами Cerapachys anokha Bharti & Ali Akbar, 2013, Cerapachys longitarsus (Mayr, 1879) (однако это вид отличается двуцветной окраской) и Cerapachys luzuriagae (Wheeler & Chapman, 1925) (известен с Филиппин и отличается красно-коричневым петиолем).
Вид был впервые описан в 2013 году индусскими энтомологами Х. Бхарти (Himender Bharti) и Ш. Али Акбар (Shahid Ali Akbar; Department of Zoology & Environmental Sciences, Punjabi University, Patiala, Индия). Название вида происходит от санскритского слова, означающего глаза (они относительно очень крупные у представителей этого таксона).